# NGC 4480
NGC 4480 (другие обозначения — UGC 7647, MCG 1-32-87, ZWG 42.139, VCC 1290, IRAS12278+0431, PGC 41317) — спиральная галактика с перемычкой (SBc) в созвездии Девы. Открыта Уильямом Гершелем 2 февраля 1786 года.
Оценки параметров ориентации галактики в пространстве (наклона и позиционного угла), сделанные фотометрически и кинематически, хорошо согласуются друг с другом: оценки наклона отличаются на 6°, а позиционного угла — на 1°. Кривая вращения имеет правильную, симметричную форму и прослеживается во всём оптическом радиусе галактики.
Этот объект входит в число перечисленных в оригинальной редакции «Нового общего каталога».
Проецируется на группу галактик, однако неизвестно, входит ли в неё. С большой вероятностью входит в скопление Девы.
На фотографиях видна немного наклонная спиральная галактика многорукавного типа с маленьким ядром и клочковатыми спиральными рукавами. Визуально в любительский телескоп галактика наблюдается как довольно тусклое, размытое, вытянутое световое пятнышко с расплывчатыми краями. Оболочка почти однородна по яркости и вытянута с севера на юг. Радиальная скорость: 2360 км/с. Расстояние: 105 млн. световых лет. Диаметр: 65 000 световых лет.